# José María Iglesias

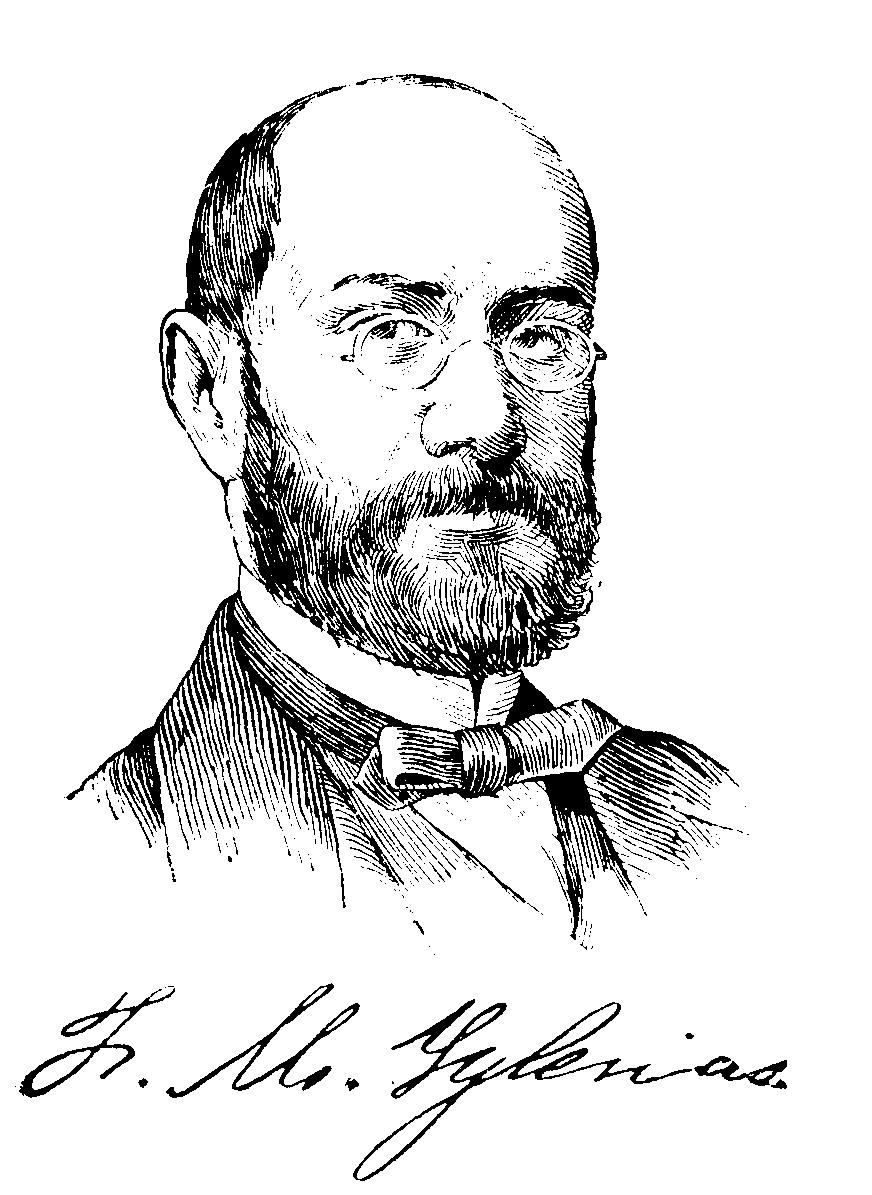
José María Iglesias

José María Iglesias Inzaurraga (Mexico-Stad, 5 januari 1823- Tacubaya, 17 november 1891) was een liberaal Mexicaans politicus. Iglesias claimde van 1876 tot 1877 het presidentschap van Mexico maar was nooit onomstreden president.
Iglesias was afkomstig uit een welgestelde familie uit Mexico-Stad en studeerde rechtsgeleerdheid. In 1852 werd hij voor het eerst in het Congres gekozen. Onder de liberale president Ignacio Comonfort werd hij minister van Justitie. In die periode stelde hij de Wet-Iglesias op die het de kerk verbood land te bezitten. In 1857 werd hij in het Mexicaanse hooggerechtshof gekozen. Tijdens de Hervormingsoorlog en de Franse Interventie in Mexico bleef hij aan de liberale zijde, en diende opnieuw als minister van Justitie in de regering-in-ballingschap van Benieto Juárez. Na de definitieve overwinning van de liberalen in 1867 werd hij voorzitter van het Congres.
Iglesias werd in 1873 gekozen tot voorzitter van het Hooggerechtshof. Nadat president Sebastián Lerdo de Tejada in 1876 door waarschijnlijk frauduleuze verkiezingen werd herkozen tot president, gesteund door het Congres, verklaarde Iglesias deze verkiezing ongeldig, terwijl ook Porfirio Díaz middels het plan van Tuxtepec opriep tot het afzetten van Lerdo. Iglesias ontvluchtte de hoofdstad en riep zichzelf uit tot president, en beslissing die werd erkend door de staten Jalisco, Guanajuato, Querétaro, Aguascalientes en San Luis Potosí, maar niet door Lerdo. Nadat Lerdo werd verslagen en verdreven door Díaz hoopte Iglesias met Díaz een akkoord te kunnen bereiken. Díaz weigerde dit echter en viel Iglesias' troepen aan, waarna hij vluchtte naar de Verenigde Staten.
Iglesias kon in 1878 terugkeren naar Mexico. Hem werd een overheidspositie aangeboden, wat hij weigerde. Tot zijn dood bleef hij zijn claims verdedigen.
- Gemeinsame Normdatei: 1053248962
- International Standard Name Identifier: 0000 0000 8437 5467
- Library of Congress Control Number: n84801355
- Nationale Bibliotheek van Israël: 987007449090905171
- Nederlandse Thesaurus van Auteursnamen: 070850992
- SNAC: w69k49q4
- Système universitaire de documentation: 112132561
- Virtual International Authority File: 33415445
- WorldCat: E39PBJd3T4xYhPgV6tTF7rGPwC